# Badakegudlu, Chiknayakanhalli
Badakegudlu là một làng thuộc tehsil Chiknayakanhalli, huyện Tumkur, bang Karnataka, Ấn Độ.